# Diana Pečkaj Vuković
Diana Pečkaj Vuković (26. veljače 1964. – Zagreb), hrvatska novinarka, spisateljica i televizijska scenaristica.

## Filmografija

### Telenovele
- "Pogrešan čovjek" (2018. – 2019.)
- "Vatre ivanjske" (2014. – 2015.)
- "Pod sretnom zvijezdom" (2011.)
- "Dolina sunca" (2009. – 2010.)
- "Sve će biti dobro" (2008. – 2009.)
- "Ljubav u zaleđu" (2005. – 2006.)

### Humoristične serije
- "Kazalište u kući" (2006. – 2007.)

## Vanjske poveznice
- Diana Pečkaj Vuković u internetskoj bazi filmova IMDb-u (engl.)